# 湖州市菱湖中学
湖州市菱湖中学系浙江省重点中学，位于中國浙江省湖州市南浔区菱湖镇。1933年由章荣初创办，原名青树学校，抗战时期曾一度被迫停办，1947年复校。1956年，改名为吴兴中学，1964年更名为菱湖中学。2000年学校迁入新校舍。該學校還負責培養西藏籍的高中生。